# Lijst van muurgedichten in Arnhem
Dit is een (onvolledige) chronologische lijst van muurgedichten in Arnhem. Onder muurgedicht wordt hier verstaan een (deel van een) gedicht of een literaire strofe die buiten op straat te lezen is. Met grijze achtergrond gedichten die intussen verdwenen zijn.
Voor een volledig overzicht van de beschikbare afbeeldingen zie: Muurgedichten in Arnhem op Wikimedia Commons.
| Geplaatst        | Titel                                                       | Dichter           | Straat                                    | Afbeelding |
| ---------------- | ----------------------------------------------------------- | ----------------- | ----------------------------------------- | ---------- |
| 1949             | De vrouwen in de oorlog                                     | Reinold Kuipers   | Utrechtseweg 70                           |            |
| 1995             | Fragmenten uit 'Mei' door Tom van der Noordt                | Herman Gorter     | Parkstraat 100 (Watertuin)                |            |
| 1999             | Een lege plek                                               | Rutger Kopland    | Park Sonsbeek                             |            |
| 1999             | In het park                                                 | Rutger Kopland    | Park Sonsbeek                             |            |
| 2005–?           | De meeste mensen zwijgen, een enkeling stelt een daad       | Jos Pauw          | Velperplein                               |            |
| 2006             | De dingen die men niet ziet                                 | 2 Korintiërs 4:18 | Valckenierstraat                          |            |
| 30 augustus 2006 | Ik ben een palenkind                                        | Marion Bloem      | Sawah Belanda (Park Sacré-Coeur)          |            |
| 30 augustus 2006 | In een klein dorp zijn we gelegerd                          | Marion Bloem      | Sawah Belanda (Park Sacré-Coeur)          |            |
| 30 augustus 2006 | Mijn eerste man is een Indo met groene ogen                 | Marion Bloem      | Sawah Belanda (Park Sacré-Coeur)          |            |
| 30 augustus 2006 | Mijn oudste broer gaat snel op de vuist                     | Marion Bloem      | Sawah Belanda (Park Sacré-Coeur)          |            |
| 30 augustus 2006 | Mijn vader bleef liever in Indonesië                        | Marion Bloem      | Sawah Belanda (Park Sacré-Coeur)          |            |
| 30 augustus 2006 | Opeens horen wij een knal                                   | Marion Bloem      | Sawah Belanda (Park Sacré-Coeur)          |            |
| 30 augustus 2006 | Weggaan is fijn als ook terug kan keren                     | Marion Bloem      | Sawah Belanda (Park Sacré-Coeur)          |            |
| 2008             | In Arnhem staat een kerk                                    | Koos van Zomeren  | Koningstraat 38                           |            |
| 2011             | Mooi Klarendal                                              | Gerrit Dassen     | Klarendalseweg 453                        |            |
| 2017             | Een wond in oorlog geslagen, pijn in brons gestold          | Jan Verhoeven     | Emmastraat 12                             |            |
| rond 2018        | Samen vormen wij deze samenleving                           | Nanda J.S. Bakker | Agnietenstraat 113                        |            |
| 2020             | 'Zacht' met bijbehorende schildering                        | Toon Hermans      | Johan de Wittlaan 98                      |            |
| ?                | De steen is sterk                                           |                   | Bronbeek                                  |            |
| ?                | Het is net na mijn verjaardag                               | Wies Fredriks     | De Dorpsbrink (Het Dorp)                  |            |
| ?                | Waarom?                                                     | Jan Knoef         | Heijenoordseweg (Het Dorp)                |            |
| ?                | Menigeen, die tusschen een paar huizen een gang ziet        | Justus van Maurik | Hoeferlaan 4 (Nederlands Openluchtmuseum) |            |
| ?                | Met het risico                                              | Ton Luijten       | Rijnkade                                  |            |
| ?                | ...biedt Arnhems stedenmaagd                                | H. Mohrman        | Rijnkade                                  |            |
| ?                | We hadden nooit iemand anders gedacht te worden dan onszelf | Jesse Laport      | Rozemarijnsteeg                           |            |
| ?                | Dans                                                        |                   | Stationsplein 157                         |            |
| ?                | Het paradijs                                                | Jibbe Willems     | Turfstraat 5                              |            |
| ?                | Hoor de merel                                               | Jan Hanlo         | Zijpendaalseweg 3A                        |            |
| ?                | Valiezen met gras                                           | Loek Klinkhamer   | Immerloopark                              |            |
| ?                | Dekkertje                                                   | Simon Dekker      | Scheperweg (Het Dorp)                     |            |